# Audi RS2
Audi RS2 Avant — це високопродуктивна версія універсала Audi 80 Avant, що випускався з березня 1994 року по липень 1995 року. 
Під кузовом 80 Avant, прикрашеним стильними бамперами і симпатичними 17-дюймовими колесами, переховувався 5-циліндровий турбодвигун потужністю 316 «коней», чотирьохпоршневі гальма Brembo і повноприводна трансмісія з 6-ступінчастою механічною КПП. Це дозволяло 1600-кілограмовому універсалу розганятися до 100 км / год за 4,8 секунди і досягати 262 км / год. До речі, Audi RS2 Avant не втратила актуальності і через 10 років — за тестами розгону вона анітрохи не поступалася Chevrolet Corvette C5 і Porsche 911 в 996-му кузові. Всього до липня 1995 року випустили 2891 примірник RS2.

## Опис моделі

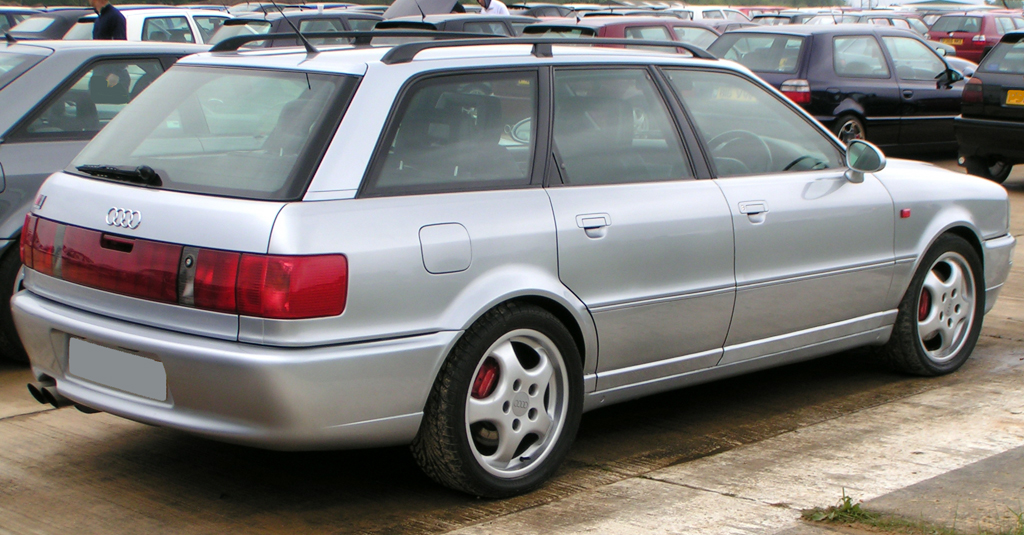
Audi RS2 Avant

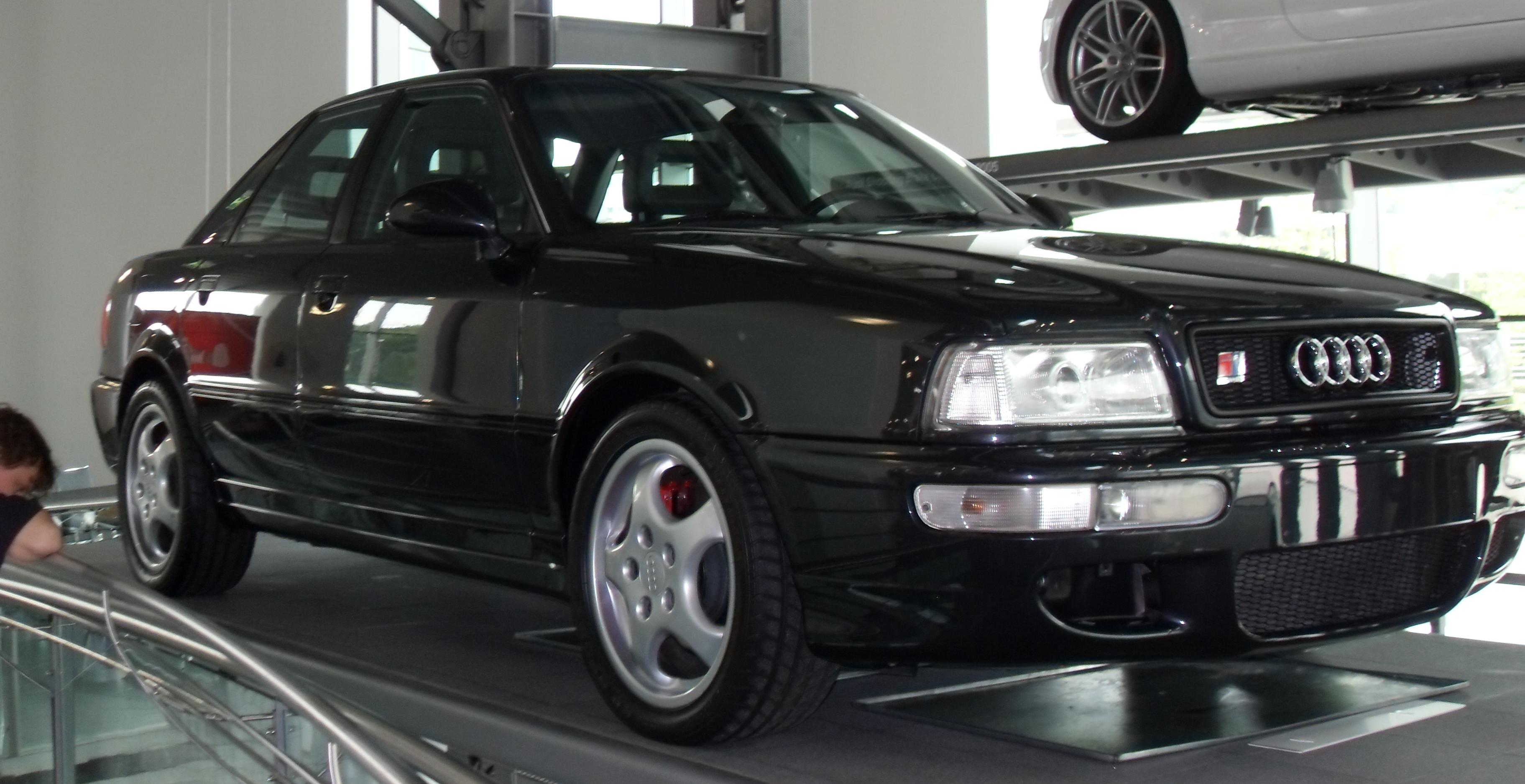
Audi RS2

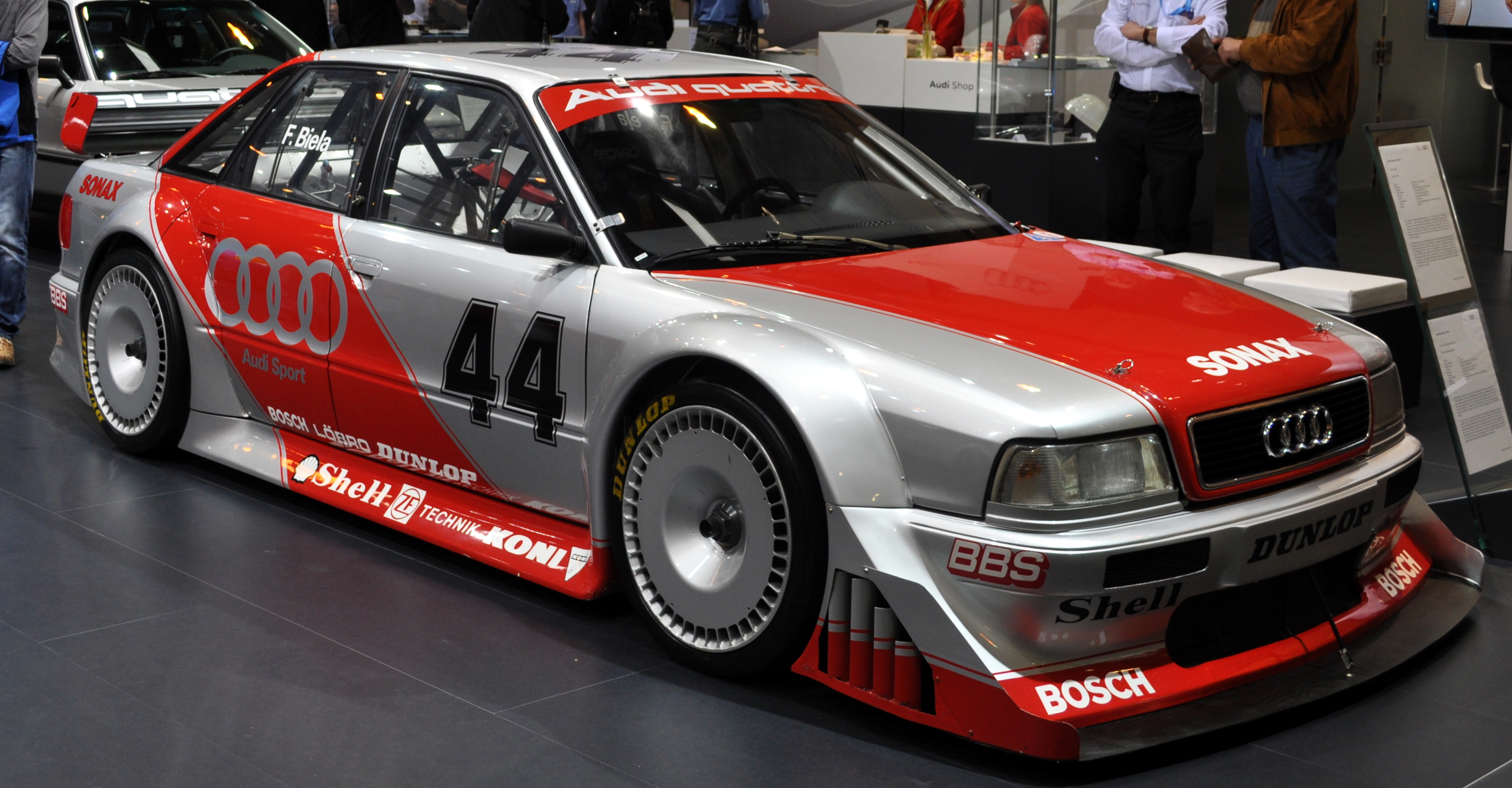
Audi RS2

Audi RS2 Avant оснащувалася двигуном подібним до того, що встановлювався в Audi S2 — 2,2 л. з турбонадувом, але потужністю 316 к.с. Розгін до 100 км/год за 4,8 секунд відбувався, а максимальна швидкість становила 262 км/год, в автомобілі використовувалася 6-ступінчаста КПП. Audi RS2 Avant були доступні, в основному, в кузові універсал, хоча 4-дверні седани також були офіційно вироблені, включаючи один для керівника програми розробки RS2. Audi RS2 був принаймні частково зібраний на заводі Porsche — Rossle-Bau в Цуффенхаузені (англ. Zuffenhausen). До виробництва RS2, складальна лінія Porsche в Цуффенхаузені була зайнята виробництвом кузова Mercedes-Benz 500E. Зв'язок RS2-Porsche можна проілюструвати подвійний схемою гальмівної системи Porsche в RS2, литими дисками 7Jx17, дизайн яких ідентичний дизайну коліс Porsche 911 Turbo і бічні дзеркала, також запозичені у Porsche 911 Turbo. Крім того, слово «PORSCHE» було написано на заводській емблемі, прикріпленою до багажника і передньої радіаторних ґратах, а також на впускному колекторі двигуна. Porsche додала в RS2 потужніші гальма, великі стабілізатори поперечної стійкості до переду і заду, справила невеликий тюнінг інтер'єру, в результаті чого з'явився Суперспортивний універсал. Участь Porsche у проекті відбувалося при повному розумінні того, що модель з кузовом купе не проводитиметься, оскільки це було дуже близько до своєї продукції Porsche.
В 1996 автомобіль був знятий з виробництва.

## Двигун
- 2.2 L 20V turbo I5 315 к.с. при 6500 об/хв 410 Нм при 3000 об/хв